# Solenopsis oculata

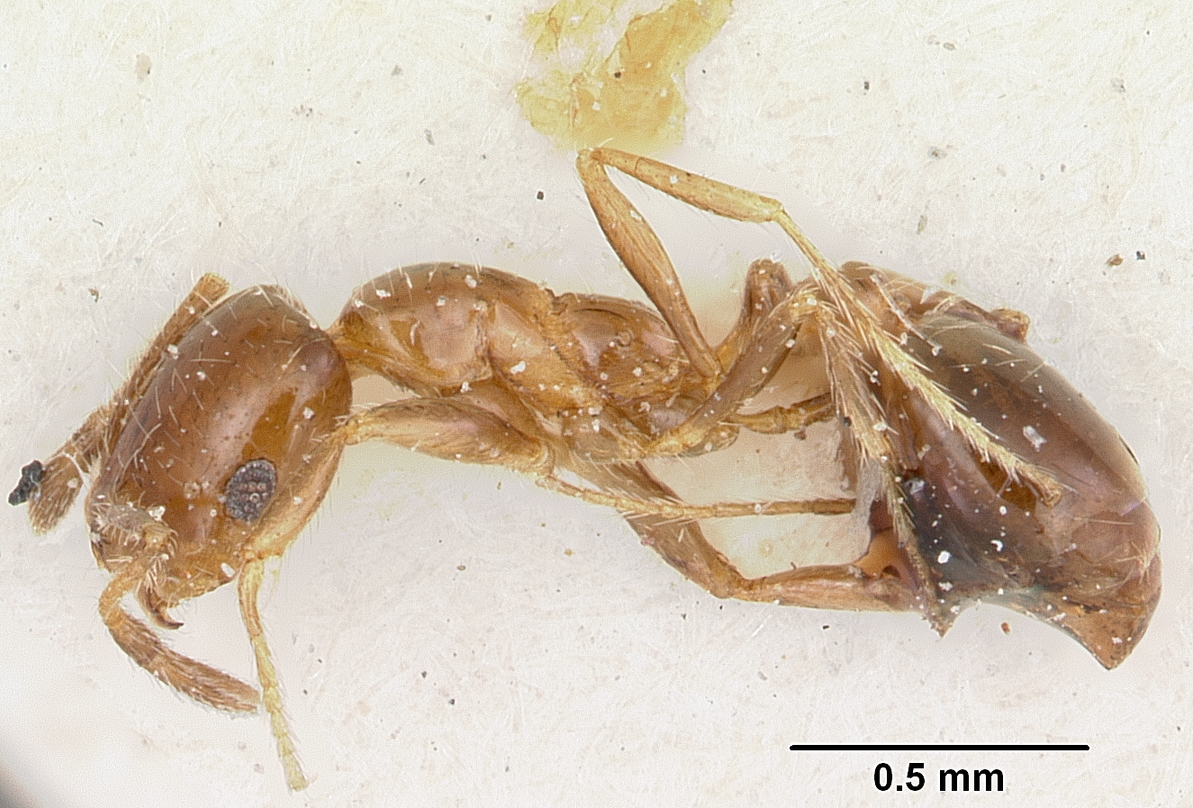
Вид сбоку

Solenopsis oculata (лат.) — вид мелких муравьёв рода Solenopsis из подсемейства Myrmicinae (Formicidae). Новый Свет.

## Распространение
Южная Америка: северная Аргентина (Kairouan, Catamarca, Cerro Colorado).

## Описание
Мелкого размера муравьи коричневого цвета; длина рабочих около 2 мм. Отличается от близких видов удлинённой головой с тонкой пунктировкой. Глаза состоят из 30—35 омматидиев. Длина головы рабочих (HL) 0,520 — 0,552 мм, ширина головы (HW) 0,432 — 0,456 мм. Усики рабочих 10-члениковые с 2-члениковой булавой. Длина скапуса усиков (SL) 0,390 — 0,438 мм. Заднегрудка округлая без проподеальных шипиков.
Стебелёк между грудкой и брюшком состоит из двух узловидных члеников (петиоль и постпетиоль).

## Систематика
Вид был впервые описан в 1925 году швейцарским мирмекологом Феликсом Санчи (Felix Santschi, 1872–1940) по типовым материалам из Аргентины, валидный статус подтверждён в 2013 году в ходе ревизии американскими энтомологами Хосе Пачеко и Уильямом МакКеем (Pacheco, Jose A. & Mackay, William P.). Вместе с видами S. gensterblumi, S. macrops, S. nigella, S. andina, S. photophila, S. schilleri принадлежит к комплексу видов nigella species complex.